# Gramática del eslovaco
Véase también el artículo Idioma eslovaco

## Introducción
El eslovaco es una lengua flexiva, las palabras principales (sustantivos, adjetivos, pronombres y numerales) tienen seis casos de declinación:
- Nominativo
- Genitivo
- Dativo
- Acusativo
- Locativo
- Instrumental
- También existe otro caso, hoy en desuso, el vocativo, aunque para algunas palabras (de ámbito familiar) o nombres propios sigue usándose.

Para facilitar su estudio y comprensión se suele recurrir a las preguntas de apoyo siguientes: 
| Nominativo   | kto? čo?          | ¿quién? ¿qué?                   |
| Genitivo     | (bez) koho? čoho? | ¿de/(sin) quién? ¿de/(sin) qué? |
| Dativo       | komu? čomu?       | ¿a/para quién?                  |
| Acusativo    | koho? čo? (vidím) | ¿a quién? ¿qué? (veo)           |
| Vocativo     | kto? čo? (otče!)  | ¿quién? ¿qué? (!padre!)         |
| Locativo     | o kom? o čom?     | ¿sobre/de quién? ¿sobre/de qué? |
| Instrumental | s kým? s čím?     | ¿con quién? ¿con qué?           |

Otras categorías gramaticales:
- Género (rod, en eslovaco): masculino (mužský), femenino (ženský) y neutro (stredný).
- Número: singular (jednotné číslo), plural (množné číslo)
- Además los sustantivos y adjetivos pueden ser animados (životné)o inanimados (neživotné).

## Sustantivos - Podstatné mená
Teniendo en cuenta la forma básica del singular:
- Los sustantivos masculinos acaban en
  - consonante dura (véase la parte de fonética): dub, strom
  - consonante blanda (véase la parte de fonética):  stroj, koberec, bôľ
  - -a: son solo sustantivos animados como hrdina (héroe), futbalista, vodca (líder)
  - -o: son solo sustantivos animados como strýko (tío), dedko (abuelito)
- Los sustantivos femeninos acaban en
  - -a (tras consonante dura o blanda): matka, ulica, žena
  - consonante blanda: 
    - - sť: kosť, večnosť
    - - iareň, - áreň, -áleň: kaviareň, jedáleň, čakáreň
    - otros: noc, posteľ (es este caso hay que aprenderse el género de la palabra junto con ella)
- Los sustantivos neutros acaban en
  - -o: auto, pero
  - -e: more, pole
  - -ie: námestie, vysvedčenie
  - -um: múzeum, gymnázium

### Declinación de los sustantivos

#### Masculinos  - animados
| modelo:      | chlap (hombre) | chlap (hombre) | hrdina (héroe) | hrdina (héroe) |
| número:      | singular       | plural         | singular       | plural         |
| Nominativo   | chlap          | chlapi         | hrdina         | hrdinovia      |
| Genitivo     | chlapa         | chlapov        | hrdinu         | hrdinov        |
| Dativo       | chlapovi       | chlapom        | hrdinovi       | hrdinom        |
| Acusativo    | chlapa         | chlapov        | hrdinu         | hrdinov        |
| Locativo     | chlapovi       | chlapoch       | hrdinovi       | hrdinoch       |
| Instrumental | chlapom        | chlapmi        | hrdinom        | hrdinami       |

Se declinan según el paradigma chlap los masculinos animados, incluso aquellos que no acaban en consonante. Así, también los masculinos animados que acaban en -o y un grupo minoritario de sustantivos que acaban en -i, -y, -e, -í, -é, -ě, -ä (generalmente de origen extranjero). Según el paradigma hrdina, los masculinos animados que acaban en -a así como apellidos eslovacos acabados en -o (como Krasko).
notas
- Nominativo plural: hay varias posibilidades -i (la más frecuente), -ia (sustantivos acabados en -an y -teľ, pero también otros como brat/hermano->bratia, sused/vecino->susedia ), -ovia (acabados en -o y otros: otec/padre->otcovia, syn/hijo->synovia).

- Nominativo plural: en el caso -i, es frecuente que se  palatalice la consonante anterior. Así žiak/estudiante->žiaci.

(hay otras notas a tener en cuenta, se irán ampliando)

#### Masculinos - inanimados
| modelo:      | dub (roble) | dub (roble) | stroj (máquina) | stroj (máquina) |
| número:      | singular    | plural      | singular        | plural          |
| Nominativo   | dub         | duby        | stroj           | stroje          |
| Genitivo     | duba        | dubov       | stroja          | strojov         |
| Dativo       | dubu        | dubom       | stroju          | strojom         |
| Acusativo    | dub         | duby        | stroj           | stroje          |
| Locativo     | dube        | duboch      | stroji          | strojoch        |
| Instrumental | dubom       | dubmi       | strojom         | strojmi         |

Se declinan según dub los sustantivos masculinos inanimados acabados en consonante dura. Según stroj los masculinos acabados en consonante blanda.
notas
- Genitivo singular: también hay formas en -u.
- Locativo singular: también hay formas en -u (para sustantivos acabados en -k, -g, -h, -ch), como en rok/año->v roku/en el año.

(hay otras notas a tener en cuenta, la lista se irá ampliando)

#### Femeninos
| modelo:      | žena (mujer) | žena (mujer) | ulica (calle) | ulica (calle) | dlaň (palma de la mano) | dlaň (palma de la mano) | kosť (hueso) | kosť (hueso) |
| número:      | singular     | plural       | singular      | plural        | singular                | plural                  | singular     | plural       |
| Nominativo   | žena         | ženy         | ulica         | ulice         | dlaň                    | dlane                   | kosť         | kosti        |
| Genitivo     | ženy         | žien         | ulice         | ulíc          | dlane                   | dlaní                   | kosti        | kostí        |
| Dativo       | žene         | ženám        | ulici         | uliciam       | dlani                   | dlaniam                 | kosti        | kostiam      |
| Acusativo    | ženu         | ženy         | ulicu         | ulice         | dlaň                    | dlane                   | kosť         | kosti        |
| Locativo     | žene         | ženách       | ulici         | uliciach      | dlani                   | dlaniach                | kosti        | kostiach     |
| Instrumental | ženou        | ženami       | ulicou        | ulicami       | dlaňou                  | dlaňami                 | kosťou       | kosťami      |

Se declinan según žena los femeninos acabados en -a tras consonante dura, según ulica los que acaban en -a tras consonante blanda o los acabados en -ia. Según dlaň los sustantivos femeninos acabados en consonante blanda , excepto los acabados en -sť y algunos otros que lo hacen también según kosť (por ejemplo noc/noche).
notas
- Genitivo plural: su formación es bastante compleja. 
  - Lo normal es que no haya desinencia de ningún tipo, pero se alarga la vocal de la sílaba anterior. Ejemplo: lavica (banco)->lavíc. Pero si ya hay una sílaba larga, o la palabra acaba en -ova, esto no se producirá: záhrada (jardín)->záhrad, budova (edificio)-> budov. Respecto al alargamiento, los más habituales son: a->á (tras consonante dura), a->ia (tras consonante blanda), e ->ie, i ->í, y además también es válido para semivocales: l->ĺ, r->ŕ. Ejemplo: slza (lágrima)-> sĺz
  - Si al realizar el proceso anterior, queda al final de palabra un grupo de consonantes impronunciable se inserta una vocal de apoyo, que puede ser: -ie- (si la sílaba es breve), -o- (si la sílaba es larga), o incluso -á-, -e-, -ô-. Ejemplos: hra (juego)->hier, kvapka (gota)->kvapiek, čiapka (gorro)-> čiapok
  - Para sustantivos femeninos acabados en consonante blanda (paradigma dlaň y kosť), la desinencia de genitivo plural es -í
- Los sustantivos acabados en -áreň, -iareň, -áleň se declinan como dlaň, pero en todos los casos cae la vocal -e-. Ejemplo: kaviareň (cafetería)-> (Nom.pl.)kaviarne
- La palabra dvere (puerta) formalmente es femenino plural. Su declinación es la siguiente: dvere, dvier-dverí, dverám, dvere, dverách, dverami-dvermi

#### Neutros
| modelo:      | mesto (ciudad) | mesto (ciudad) | srdce (corazón) | srdce (corazón) | vysvedčenie (certificado) | vysvedčenie (certificado) | dievča (chica) | dievča (chica)          |
| número:      | singular       | plural         | singular        | plural          | singular                  | plural                    | singular       | plural                  |
| Nominativo   | mesto          | mestá          | srdce           | srdcia          | vysvedčenie               | vysvedčenia               | dievča         | dievčatá /dievčence     |
| Genitivo     | mesta          | miest          | srdca           | sŕdc            | vysvedčenia               | vysvedčení                | dievčaťa       | dievčat /dievčeniec     |
| Dativo       | mestu          | mestám         | srdcu           | srdciam         | vysvedčeniu               | vysvedčeniam              | dievčaťu       | dievčatám /dievčencom   |
| Acusativo    | mesto          | mestá          | srdce           | srdcia          | vysvedčenie               | vysvedčenia               | dievča         | dievčatá / dievčence    |
| Locativo     | meste          | mestách        | srdci           | srdciach        | vysvedčení                | vysvedčeniach             | dievčati       | dievčatách /dievčencoch |
| Instrumental | mestom         | mestami        | srdcom          | srdcami         | vysvedčením               | vysvedčeniami             | dievčaťom      | dievčatami /dievčencami |

Se declinan según mesto los neutros acabados en -o y en -um. En el caso de sustantivos en -um, esta terminación desaparece en el resto de la declinación, solo se conserva en nominativo. Es decir: múzeum/museo->múzea (genitivo).
Según srdce se declinan los neutros acabados en -e, y según vysvedčenie los acabados en -ie. Según dievča los sustantivos neutros acabados en -a (unos pocos, se refieren a los jóvenes, así como a crías de animales).
notas
- Locativo singular: forma -u para sustantivos acabados en -k, -g, -ch, -h. oko/ojo->v oku/en el ojo.
- Genitivo Plural: se crea igual que en la declinación femenina (véase las notas escritas para genitivo plural femenino).

(hay otras notas a tener en cuenta, se irán ampliando)

## Adjetivos - Prídavné mená
La mayoría de los adjetivos se declinan según el paradigma pekný. 
| modelo: pekný (bonito) | masculino singular                  | neutro singular | femenino singular | plural                            |
| Nominativo             | pekný                               | pekné           | pekná             | pekné pekní (masculino animado)   |
| Genitivo               | pekného                             | pekného         | peknej            | pekných                           |
| Dativo                 | peknému                             | peknému         | peknej            | pekným                            |
| Acusativo              | pekný (inanimado) pekného (animado) | pekné           | peknú             | pekné pekných (masculino animado) |
| Locativo               | peknom                              | peknom          | peknej            | pekných                           |
| Instrumental           | pekným                              | pekným          | peknou            | peknými                           |

Los adjetivos blandos (con el radical acabado en una consonante blanda) se declinan según el paradigma cudzí.
| modelo: cudzí (extranjero, ajeno) | masculino singular                   | neutro singular | femenino singular | plural                             |
| Nominativo                        | cudzí                                | cudzie          | cudzia            | cudzie cudzí (masculino animado)   |
| Genitivo                          | cudzieho                             | cudzieho        | cudzej            | cudzích                            |
| Dativo                            | cudziemu                             | cudziemu        | cudzej            | cudzím                             |
| Acusativo                         | cudzí (inanimado) cudzieho (animado) | cudzie          | cudziu            | cudzie cudzích (masculino animado) |
| Locativo                          | cudzom                               | cudzom          | cudzej            | cudzích                            |
| Instrumental                      | cudzím                               | cudzím          | cudzou            | cudzími                            |

## Pronombres - Zámená

### Pronombres personales
| personas | yo      | tú       | él                       | ella     | ello (neutro)            | nosotros,-as | vosotros, -as, Vd., Vds. | ellos     | ellas   |
| N        | ja      | ty       | on                       | ona      | ono                      | my           | vy                       | oni       | ony     |
| G        | ma, mňa | ťa, teba | ho, neho, jeho, -ňho, -ň | ju, ňu   | ho, neho, jeho, -ňho, -ň | nás          | vás                      | ich, nich | ich, ne |
| D        | mi, mne | ti, tebe | mu, nemu, jemu, -ňmu     | jej, nej | mu, nemu, jemu, -ňmu     | nám          | vám                      | im, nim   | im nim  |
| A        | ma, mňa | ťa, teba | ho, neho, jeho, -ňho, -ň | ju, ňu   | ho, neho, jeho, -ňho, -ň | nás          | vás                      | ich, nich | ich, ne |
| L        | mne     | tebe     | ňom                      | nej      | ňom                      | nás          | vás                      | nich      | nich    |
| I        | mnou    | tebou    | ním                      | ňou      | ním                      | nami         | vami                     | ními      | ními    |

notas
- en los casos en que aparecen varias posibilidades: la primera es la variante breve (se usa sin preposición), la segunda es la variante larga (usada generalmentre detrás de preposición o en posición no neutra, por ejemplo al comienzo de la frase). Para la tercera persona del singular masculino y neutro existen formas abreviadas que se fusionan con la preposición. Por ejemplo: pre neho (para él)-> preňho, preň. La forma jemu es variante de mu, la forma jeho, de ho.

## Numerales - Číslovky
| 1: jeden (masc.), jedna (fem.), jedno (neutro) | 11: jedenásť  | 21: dvadsaťjeden/jedna/jedno | 111 stojedenásť |
| 2: dva (masc.), dve (fem.)                     | 12: dvanásť   | 22: dvadsaťdva/dve           | 200: dvesto     |
| 3: tri                                         | 13: trinásť   | 30: tridsať                  | 300: tristo     |
| 4: štyri                                       | 14: štrnásť   | 40: štyridsať                | 400: štyristo   |
| 5: päť                                         | 15: pätnásť   | 50: päťdesiat                | 500: päťsto     |
| 6: šesť                                        | 16: šestnásť  | 60: šesťdesiat               | 600: šesťsto    |
| 7: sedem                                       | 17: sedemnásť | 70: sedemdesiat              | 700: sedemsto   |
| 8: osem                                        | 18: osemnásť  | 80: osemdesiat               | 800: osemsto    |
| 9: deväť                                       | 19: devätnásť | 90: deväťdesiat              | 900: deväťsto   |
| 10: desať                                      | 20: dvadsať   | 100: sto                     | 1000: tisíc     |

Desde el 5 (incluido) para arriba, todo sustantivo que va tras un numeral se declina en genitivo plural. Entre el 2-4, en nominativo plural.
notas
- existen formas masculinas animadas: jedni, dvaja, traja, štyria, piati...
- declinación de los numerales:

## Verbos - Slovesá
En la conjugación, el verbo eslovaco expresa categorías de  persona, número, tiempo, aspecto, género y modo. 
Los verbos eslovacos pueden ser simples o compuestos.
En los diccionarios aparece la forma del infinitivo, que acaba en -ť. En realidad el infinitivo eslovaco sigue el esquema:  raíz básica del verbo + sufijo de infinivo + ť (el conglomerado de la raíz más el sufijo es llamado tema de infinitivo, en eslovaco neurčitková kmeň).

### Tiempos
Los verbos imperfectivos tienen tres tiempos: presente, pasado y futuro. 
Los verbos perfectivos tienen sólo dos tiempos: pasado y futuro. El pasado lo forman igual que el de los imperfectivos. El futuro lo forman como el presente de los imperfectivos.

#### Presente
Se forma con el tema de presente (la raíz del verbo más un sufijo vocálico) y la desinencia personal correspondiente. Las desinencias personales son:
| Persona | Número Singular | Número Plural |
| ------- | --------------- | ------------- |
| 1.      | -m              | -me           |
| 2.      | -š              | -te           |
| 3.      | -               | -u,-ú,-ia,-a  |

Hay tres conjugaciones básicas, según el sufijo del tema (es decir, el que aparece unido a la raíz del verbo). 
- Tipo -á: se caracteriza por la presencia del sufijo -á-, -a- o -ia- antes de la desinencia de persona (son verbos acabados en -ať).

| Persona                   | čakať (esperar) | čítať (leer) | vracať (devolver,restituir) |
| ------------------------- | --------------- | ------------ | --------------------------- |
| ja (yo)                   | čakám           | čítam        | vraciam                     |
| ty (tú)                   | čakáš           | čítaš        | vraciaš                     |
| on,ona,ono (él,ella,ello) | čaká            | číta         | vracia                      |
| my (nosotros, nosotras)   | čakáme          | čítame       | vraciame                    |
| vy (vosotros, vosotras)   | čakáte          | čítate       | vraciate                    |
| oni, ony (ellos, ellas)   | čakajú          | čítajú       | vracajú                     |

- Tipo -í: se caracterizan por la presencia de -í- o -i- (son verbos con infinitivo en -iť o -ieť).

| Persona                   | robiť (hacer, trabajar) | vrátiť (devolver, restituir) | hovoríť (hablar) |
| ------------------------- | ----------------------- | ---------------------------- | ---------------- |
| ja (yo)                   | robím                   | vrátim                       | hovorím          |
| ty (tú)                   | robíš                   | vrátiš                       | hovoríš          |
| on,ona,ono (él,ella,ello) | robí                    | vráti                        | hovorí           |
| my (nosotros, nosotras)   | robíme                  | vrátime                      | hovoríme         |
| vy (vosotros, vosotras)   | robíte                  | vrátite                      | hovoríte         |
| oni, ony (ellos, ellas)   | robia                   | vratia                       | hovoria          |

- Tipo -e/-ie:  caracterizados por la presencia de -e-, -ie-. Son verbos con infinitivo acabado en -iť, -ieť, -ovať, -ať, -nuť o en -consonante+ť.

| Persona                   | tancovať (bailar) | rozumieť (comprender) | piť (beber) | písať (escribir) |
| ------------------------- | ----------------- | --------------------- | ----------- | ---------------- |
| ja (yo)                   | tancujem          | rozumiem              | pijem       | píšem            |
| ty (tú)                   | tancuješ          | rozumieš              | piješ       | píšeš            |
| on,ona,ono (él,ella,ello) | tancuje           | rozumie               | pije        | píše             |
| my (nosotros, nosotras)   | tancujeme         | rozumieme             | pijeme      | píšeme           |
| vy (vosotros, vosotras)   | tancujete         | rozumiete             | pijete      | píšete           |
| oni, ony (ellos, ellas)   | tancujú           | rozumejú              | pijú        | píšu             |

- Verbos irregulares

#### Pasado
Es una forma compuesta. Se forma con ayuda de las formas personales del verbo ser en presente, excepto para la tercera persona, donde no es necesario y con el tema del infinitivo (la raíz del verbo más el sufijo de infinitivo) a la que se añaden las desinencias -l, -la, -lo, -li según el género. 
| Persona | Número Singular                                | Número Plural |
| ------- | ---------------------------------------------- | ------------- |
| 1.      | som -l (masculino) -la (femenino) -lo (neutro) | sme -li       |
| 2.      | si -l (masculino) -la (femenino) -lo (neutro)  | ste -li       |
| 3.      | -l (masculino) -la (femenino) -lo (neutro)     | -li           |

Ejemplos: 
| Persona                 | byť (ser, estar)                                         | čítať (leer)                                                    | videť (ver)                                                     | piť (beber)                                               |
| ----------------------- | -------------------------------------------------------- | --------------------------------------------------------------- | --------------------------------------------------------------- | --------------------------------------------------------- |
| ja (yo)                 | som bol (masculino) som bola (femenino) som bolo(neutro) | som čítal (masculino) som čítala (femenino) som čítalo (neutro) | som videl (masculino) som videla (femenino) som videlo (neutro) | som pil (masculino) som pila (femenino) som pilo (neutro) |
| ty (tú)                 | si bol (masculino) si bola (femenino) si bolo(neutro)    | si čítal (masculino) si čítala (femenino) si čítalo (neutro)    | si videl (masculino) si videla (femenino) si videlo (neutro)    | si pil (masculino) si pila (femenino) si pilo (neutro)    |
| on (él)                 | bol                                                      | čítal                                                           | videl                                                           | pil                                                       |
| ona (ella)              | bola                                                     | čítala                                                          | videla                                                          | pila                                                      |
| ono (ello)              | bolo                                                     | čítalo                                                          | videlo                                                          | pilo                                                      |
| my (nosotros, nosotras) | sme boli                                                 | sme čítali                                                      | sme videli                                                      | sme pili                                                  |
| vy (vosotros, vosotras) | ste boli                                                 | ste čítali                                                      | ste videli                                                      | ste pili                                                  |
| oni, ony (ellos, ellas) | boli                                                     | čítali                                                          | videli                                                          | pili                                                      |

#### Futuro
Se forma con el verbo auxiliar ser/byť en su forma futura y el infinitivo del verbo en cuestión.
| Persona | Número Singular | Número Plural |
| ------- | --------------- | ------------- |
| 1.      | budem           | budeme        |
| 2.      | budeš           | budete        |
| 3.      | bude            | budú          |

Ejemplos:
| Persona                   | písať (escribir) | čítať (leer) | videť (ver)   | piť (beber) |
| ------------------------- | ---------------- | ------------ | ------------- | ----------- |
| ja (yo)                   | budem písať      | budem čítať  | budem vidieť  | budem piť   |
| ty (tú)                   | budeš písať      | budeš čítať  | budeš vidieť  | budeš piť   |
| on,ona,ono (él,ella,ello) | bude písať       | bude čítať   | bude vidieť   | bude piť    |
| my (nosotros, nosotras)   | budeme písať     | budeme čítať | budeme vidieť | budeme piť  |
| vy (vosotros, vosotras)   | budete písať     | budete čítať | budete vidieť | budete piť  |
| oni, ony (ellos, ellas)   | budú písať       | budú čítať   | budú vidieť   | budú piť    |

De igual manera que con los sustantivos, se han establecido ciertos paradigmas o modelos de conjugación para los verbos.